# Joaquim Jovenet i Bosch
Joaquim Jovenet i Bosch (1818-?), nascut a Canet de mar, i batejat l'any 1818, va ser un músic, mestre de capella i compositor canetenc. Va ser deixeble de R. Clausell i va ser mestre de capella de Lloret de Mar.

## Obra
Es conserven les següents tres obres seves al Fons de l'Església parroquial de Sant Pere i Sant Pau de Canet de Mar:
- Goigs en Re M.
- Himne per a 4 v i Orqen Do M.
- Motet per a 2 v i instr en Mi b M.